# Sony ILCE-7M2
Sony α7 II (модель ILCE-7M2) — цифровой беззеркальный фотоаппарат, представленный компанией Sony 20 ноября 2014 года. Камера с байонетом Е оснащена полнокадровой матрицей разрешением 24,3 мегапикселя и предназначена для профессиональной съёмки. От предыдущей модели «Sony ILCE-7» отличается 5-осевой системой стабилизации изображения, впервые в мире использованной с полнокадровым фотосенсором.

## Презентация
Sony Alpha ILCE-7 II официально представлен 20 ноября 2014 года как замена модели ILCE-7 в декабре 2014 года в Японии и в январе 2015 года во всем мире (цена на старте продаж 1800 Евро, за body и 2100 Евро Kit 28-70 мм). Цена в России на старте продаж март 2015 года 120 тыс рублей за Body.

## Дизайн
A7 II повторяет общую форму своего предшественника. Он стал больше на 1,3 мм в высоту и 11,5 мм в толщину и тяжелее 125 граммов. Рукоятка и главный диск управления отличаются от камер SONY формата APS-C  (NEX, α6000 и последующих моделей), дизайн типичен для зеркальных камер.

## Характеристики
Устройство имеет, как и предыдущий A7, CMOS-датчик Exmor в 35-миллиметровом формате с разрешением 24,3 миллиона пикселей, диапазон чувствительности которого составляет от 50 до 25 600 ISO. Оно имеет улучшенную автофокусировку, аналогичную A6000, с 1,5-кратным более эффективным отслеживанием и высокой скоростью 30% больше по сравнению с первым A7. Камера может снимать в 1080p 60 кадров/с. На камере используется  микропроцессор Bionz X.

### Стабилизация
5-осевая стабилизация (была только у серии Olympus в 2014 году). A7 II является первой полноформатной камерой, оснащенным стабилизированным датчиком, который, по словам Sony позволяет выиграть более 4 ступеней.
Стабилизация использует пьезоэлектрические катушки-электромагниты, которые действуют на подвижную магниевую подставку, которая поддерживает стальную раму датчика. Система установлена на шарикоподшипнике.

## Другие версии

### В A7R II
Улучшенная и ориентированная на коммерческую съемку версия анонсирована 10 июня 2015 года, старт продаж в августе 2015 года по цене 3500 евро.
А7R II  оснащена полнокадровым датчиком с подсветкой без фильтра нижних частот с 42,4 млн пикселей, повышенной чувствительностью до ISO 102 400 и видео в формате 4K . Автофокус имеет фазовую корреляцию и 399 точек против 177 для A7R, что покрывает 70% матрицы по высоте и 50 % по ширине площади датчика, что превосходит обычные полноразмерные зеркальные камеры.
Стоит улучшенная версия микропроцессора Bionz X. Корпус полностью изготовлен из магниевого сплава. Диск выбора режима больше и включает в себя блокировку.
Sony гарантирует устройство на 500 000 срабатываний без появления мертвых пикселей, а также улучшенное время автономной работы батареи.

### Alpha 7S II
A7S II объявлен 11 сентября 2015 года на Международной конвенции вещания для маркетинга в ноябре. Основные улучшения включают в себя автофокус с 25 до 169 точек обнаружения, улучшенную 5-осевую стабилизацию, более удобный электронный видоискатель и запись 4K UHD (его предшественник требовал добавления внешнего рекордера). Цена на старте продаж: 3 400 €.

## Оценка экспертов[6][7][8]
Плюсы:
- стильный внешний вид;
- относительно компактный и довольно эргономичный корпус;
- защита от пыли и влаги;
- широкие возможности настройки;
- поворотный дисплей;
- качественный OLED-видоискатель;
- полнокадровая матрица с эффективным разрешением 24,3 Мп;
- отличная реализация 5-осевой системы стабилизации за счет сдвига датчика;
- хорошая реализация системы гибридного автофокуса;
- возможность использования широкого парка оптики, в том числе мануальной (через адаптер);
- высокое качество отснятого фото- и видеоконтента;
- возможность получения качественных снимков при значениях ISO до 6400 единиц;
- реализация большого количества программных функций и режимов;
- расширение возможностей камеры за счет установки приложений из фирменного сервиса PlayMemories;
- возможность подключения наушников и внешнего микрофона;
- наличие модулей Wi-Fi и NFC;
- возможность заряжать аккумулятор через порт USB;

Минусы:
- невысокая скорость включения и серийной съемки;
- скромные показатели автономности;
- отсутствие полноценного зарядного устройства;
- отсутствие встроенной или комплектной вспышки;
- отсутствие возможности сенсорного управления;
- завышенная цена на объектив;
- кольца фокусировки и зумирования не прорезинены.

## Конкуренция
A7 II соперничает на старте продаж с двумя полнокадровыми DSLR камерами начального уровня, Nikon D610 и Canon EOS 6D. Но его ценовое позиционирование, производительность автофокусировки и технические характеристики также ставят его в конкуренцию Nikon D750, так же фотоаппарат заходит на рынок компактов таких как Canon EOS 5Ds и Nikon D810.

## Сравнение моделей
| Модель                                                         | α7                                                       | α7R                                                              | α7S                                                                  | α7 II                                                                | α7R II                                                                  | α7S II                                                               |
| -------------------------------------------------------------- | -------------------------------------------------------- | ---------------------------------------------------------------- | -------------------------------------------------------------------- | -------------------------------------------------------------------- | ----------------------------------------------------------------------- | -------------------------------------------------------------------- |
| Положение в линейке                                            | Базовая модель                                           | Высокое разрешение                                               | Высокая светочувствительность                                        | Базовая, редакция II                                                 | Высокое разрешение, редакция II                                         | Высокая светочувствительность, редакция II                           |
| Разрешение сенсора, число пикселей (размер в мм)               | 24.3 Мп Exmor CMOS 6,000×4,000 (35.80×23.90)             | 36.4 Mп Exmor CMOS 7,360×4,912 (35.90×24.00)                     | 12.2 Мп Exmor CMOS 4,240×2,832 (35.80×23.90)                         | 24.3 Мп Exmor CMOS 6,000×4,000 (35.80×23.90)                         | 42.4 Мп Exmor R BSI-CMOS 7,952×5,304 (35.90×24.00)                      | 12.2 Мп Exmor CMOS 4,240×2,832 (35.80×23.90)                         |
| Расширенный Диапазон ISO                                       | 50 — 25600 (с многокадровым шумоподавлением 100 — 51200) | 50 — 25600 (с шумоподавлением100 — 51200)                        | 50 — 409600, расширенный 100 — 102400                                | 50 — 25600 (с шумоподавлением100 — 51200)                            | 50 — 102400, расширенный 100 — 25600                                    | 50 — 409600, расширенный 100 — 102400                                |
| Число точек контрастного (фазового) автофокуса                 | 25 (117)                                                 | 25                                                               | 25                                                                   | 25 (117)                                                             | 25 (399)                                                                | 169                                                                  |
| Выдержка синхронизации                                         | 1/250                                                    | 1/160                                                            | 1/250                                                                | 1/250                                                                | 1/250                                                                   | 1/250                                                                |
| Скорость непрерывной съемки (макс.), кадров/с                  | 5                                                        | 4                                                                | 5                                                                    | 5                                                                    | 5                                                                       | 5                                                                    |
| Матричная стабилизация                                         | Нет                                                      | Нет                                                              | Нет                                                                  | 5-осевая                                                             | 5-осевая                                                                | 5-осевая                                                             |
| Блокировка экспозиции при вспышке                              | Нет                                                      | Нет                                                              | Да                                                                   | Да                                                                   | Да                                                                      |                                                                      |
| Режим электронного затвора                                     | Первая шторка                                            | Нет                                                              | Первая шторка и бесшумный затвор                                     | Первая шторка                                                        | Первая шторка и бесшумный затвор                                        | Первая шторка и бесшумный затвор                                     |
| Структура матрицы с линзами без зазоров                        | Нет                                                      | Да                                                               | Да                                                                   | Нет                                                                  | Да                                                                      | Да                                                                   |
| Предпросмотр в реальном времени на другом устройстве           | Нет                                                      | Нет                                                              | Да                                                                   | Да                                                                   | Да                                                                      | Да                                                                   |
| Пользовательская минимальная скорость затвора при Auto ISO     | Нет                                                      | Нет                                                              | Нет                                                                  | Нет                                                                  | Да                                                                      | Да                                                                   |
| Гибкое пятно с фиксацией на автофокусе                         | Нет                                                      | Нет                                                              | Нет                                                                  | Нет                                                                  | Да                                                                      | Да                                                                   |
| Непрерывный АФ на глазах                                       | Нет                                                      | Нет                                                              | Нет                                                                  | Нет                                                                  | Да                                                                      | Да                                                                   |
| Чувствительность автофокуса, EV                                | 0~20                                                     | 0~20                                                             | -4~20                                                                | -1~20                                                                | -2~20                                                                   | -4~20                                                                |
| Чувствительность замера, EV                                    | 0~20                                                     | 0~20                                                             | -3~20                                                                | -1~20                                                                | -3~20                                                                   | -3~20                                                                |
| Число настраевыемых кнопок                                     | 3                                                        | 3                                                                | 3                                                                    | 4                                                                    | 4                                                                       | 4                                                                    |
| Разрешение монитора, тыс. точек                                | 921.6                                                    | 921.6                                                            | 921.6                                                                | 1228.8                                                               | 1228.8                                                                  | 1228.8                                                               |
| Увеличение видоискателя                                        | 0.71×                                                    | 0.71×                                                            | 0.71×                                                                | 0.71×                                                                | 0.78×                                                                   | 0.78×                                                                |
| Формат видео (битрейт Мбит/с)                                  | MPEG-4, AVCHD (28) 1080p                                 | MPEG-4, AVCHD (28) 1080p                                         | MPEG-4, AVCHD (28), XAVC S (50) 1080p                                | MPEG-4, AVCHD (28), XAVC S (50) 1080p                                | MPEG-4, AVCHD (28), XAVC S (100) 4K                                     | MPEG-4, AVCHD (28), XAVC S (100) 4K                                  |
| Выборка видео                                                  | Пропуск строк                                            | Пропуск строк                                                    | Полноценное считывание                                               | Пропуск строк                                                        | объединение пикселей на полном кадре Полноценное считывание на Супер-35 | Полноценное считывание                                               |
| Режим Slow motion                                              | Нет                                                      | Нет                                                              | Да (720p, 120 к/с)                                                   | Нет                                                                  | Да (720p, 120 к/с)                                                      | Да (1080p, 120 к/с)                                                  |
| Выход HDMI, фото/видео                                         | 4K / 1080p                                               | 4K / 1080p                                                       | 4K / 4K                                                              | 4K / 1080p                                                           | 8K / 4K                                                                 | 4K / 4K                                                              |
| Настройка профиля изображения                                  | Нет                                                      | Нет                                                              | Да                                                                   | Нет                                                                  | Да                                                                      |                                                                      |
| Профессиональное редактирование видео                          | Нет                                                      | Нет                                                              | Профиль изображения c гамма-коррекцией, тайм-кодом, Userbit          | Профиль изображения c гамма-коррекцией, тайм-кодом, Userbit          | Профиль изображения c гамма-коррекцией, тайм-кодом, Userbit             | Профиль изображения c гамма-коррекцией, тайм-кодом, Userbit          |
| Материал корпуса                                               | магниевый и поликарбонат                                 | Полностью шасси из магниевого сплава и байонет из поликарбоната. | Полностью шасси из магниевого сплава и байонет из нержавеющей стали. | Полностью шасси из магниевого сплава и байонет из нержавеющей стали. | Полностью шасси из магниевого сплава и байонет из нержавеющей стали.    | Полностью шасси из магниевого сплава и байонет из нержавеющей стали. |
| Другие особенности                                             | Гибридный автофокус                                      | Нет НЧ-фильтра                                                   | Полноценное видео на полном кадре                                    | Гибридный автофокус                                                  | Гибридный автофокус, Нет НЧ-фильтра                                     | Полноценное видео на полном кадре                                    |
| Фазовый автофокус для сторонней оптики                         | Только для байонета А с переходниками LA-EA2 и LA-EA4    | Только для байонета А с переходниками LA-EA2 и LA-EA4            | Только для байонета А с переходниками LA-EA2 и LA-EA4                | Да (с обновленной прошивкой)                                         | Да                                                                      | Только с LA-EA2/4                                                    |
| Работа во время зарядки по USB                                 | Нет                                                      | Нет                                                              | Нет                                                                  | Нет                                                                  | Да                                                                      | Да                                                                   |
| Работа до разряда аккумулятора (стандарты CIPA), число снимков | 340                                                      | 340                                                              | 380                                                                  | 350                                                                  | 340                                                                     | 370                                                                  |
| Вес, г                                                         | 416                                                      | 407                                                              | 446                                                                  | 556                                                                  | 582                                                                     | 584                                                                  |
| Размеры, мм                                                    | 127×94×48                                                | 127×94×48                                                        | 127×94×48                                                            | 127×96×60                                                            | 127×96×60                                                               | 126.9x95.7x60.3                                                      |
| Анонсировано                                                   | 16 октября 2013                                          | 16 октября 2013                                                  | 6 апреля 2014                                                        | 20 ноября 2014                                                       | 10 июня 2015                                                            | 11 сентября 2015                                                     |